# Jacques Laffite

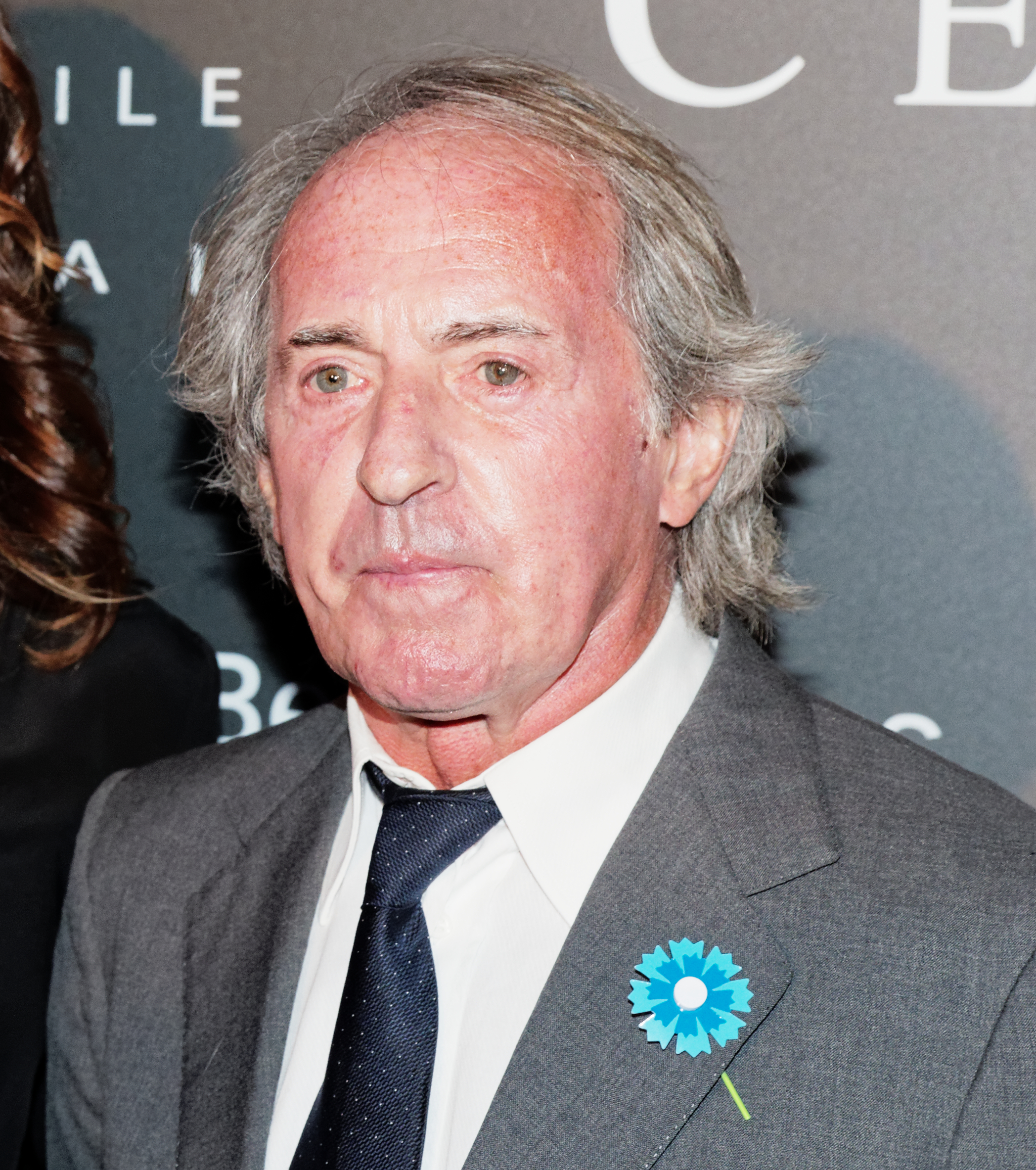
Jacques Laffite in 2015

Jacques Henri Sabin Laffite (Parijs, 21 november 1943) is een voormalige Franse Formule 1-coureur.

## Loopbaan
Laffite reed tussen 1974 en 1986 176 Grands Prix voor de teams van Iso Marlboro, Ligier en Williams F1, waarin hij 6 overwinningen, 32 podiumplaatsen, 7 pole positions, 6 snelste rondes en 228 punten scoorde.
Met 176 Grands Prix was Lafitte bijna drie jaar recordhouder van het meeste aantal gereden Grands Prix, totdat Riccardo Patrese begin 1989 zijn 177e start maakte.
Jacques Lafitte is een zwager van zijn oud-collega in de F1 Jean-Pierre Jabouille (1942-2023).